# Джавадлы, Зейнаб Бахман кызы
Зейнаб Бахман кызы Джавадлы (азерб. Cavadlı Zeynəb Bəhman qızı; род. 19 июля 1991) — азербайджанская гимнастка (художественная гимнастика), мастер спорта международного класса. С 2006 по 2012 год выступала за сборную Азербайджана. Представляла бакинский спортивный клуб «Нефтчи». Детский тренер по художественной гимнастике. Бывшая супруга члена правящей династии эмиров Дубая Саида аль Мактума.

## Биография
Родившаяся в Баку Зейнаб Джавадлы начала заниматься художественной гимнастикой в возрасте 9 лет. В 16-летнем возрасте, заслуженный тренер России и Узбекистана Ирина Винер-Усманова пригласила Зейнаб в Россию, тренироваться вместе со сборной этой страны. Но несмотря на это, спортсменка продолжала представлять на международной арене Азербайджан. Спустя некоторое время Зейнаб вернулась обратно в Баку, по приглашению нового наставника сборной Азербайджана, болгарского тренера Марианы Василевой Тотевой. Хореографом Джавадлы была Вероника Шаткова.
Окончила Азербайджанскую Государственную академию физической культуры и спорта.

## Личная жизнь
В августе 2015 года вышла замуж за члена правящей династии эмиров Дубая Саида Аль Мактума. Пара познакомилась на соревнованиях по стендовой стрельбе в городе Габала в мае 2015 года. В июне 2016 года у них родилась дочь, которую назвали Сана в честь бабушки Саида. В 2017 и 2019 годах родила ещё двоих детей. Однако в 2020 году последовал развод и в настоящее время её местонахождение неизвестно. Последний раз выходила на связь в январе 2020 года и жаловалась на жестокость и насилие супруга. Всего у Саида 11 детей от трёх жён.

## Сборная
В 2005 году была приглашена в сборную Азербайджана по художественной гимнастике. Первым тренером была заслуженный тренер Азербайджана Нина Николаевна Касумова. В дальнейшем начала тренироваться также под руководством болгарской специалистки Марианы Василевой. В 2012 году из-за травмы завершила спортивную карьеру и приступила к тренерской деятельности.

## Тренерская карьера
Тренерскую деятельность начала в Турции, где с октября 2012 по январь 2013 года проработала в турецком клубе «İstanbul Genclik Spor Kulübü». Занималась постановкой упражнений и проводила мастер-классы с юными гимнастками из сборной Турции. В январе 2013 года перешла в другой турецкий клуб — «Anabilim Jimnastik Kulübü», где проработала до марта 2013 года. Далее вернулась в Баку, где открыла детскую секцию гимнастики. На данный момент также является резервным тренером в спортивном клубе «Нефтчи».

## Спортивные результаты

### Чемпионаты мира
- 2007 год — бронзовая медаль на чемпионате мира по художественной гимнастике в Патрасе (Греция) в командных соревнованиях.
- 2009 год — бронзовая медаль на чемпионате мира по художественной гимнастике в Миэ (Япония) в командных соревнованиях.

### Чемпионаты Европы
- 2007 год — бронзовая медаль на чемпионате Европы по художественной гимнастике в Баку в командном первенстве.
- 2009 год — серебряная медаль на чемпионате Европы по художественной гимнастике в Баку в командном первенстве.

### Командный чемпионат мира
- 2008 год — бронзовая медаль на клубном чемпионате мира в Токио (Япония) в командном зачете.

### Международные турниры
- 2007 год — серебряную медаль на Черноморских Играх в Трабзоне (Турция) в командном первенстве и бронзу в индивидуальном первенстве.[4]

## Награды и достижения
- В 2007 году заняла 3 место в номинации «Лучшие спортсмены года», учреждённую Министерством образования Азербайджанской Республики.
- В том же 2007 году выполнила норматив «Мастера спорта».
- В 2008 году Международная федерация гимнастики присвоила Зейнаб Джавадлы почётное звание и значок «Гимнастки мирового класса» (англ. World Class Gymnast).[1]
- Завоевывала титул «Мисс Элегантность» на международных турнирах в России, Болгарии, Польше, Венгрии и Латвии.[1]
- В 2011 году Зейнаб Джавадлы была внесена в «Мировой рейтинг» сильнейших гимнасток мира.

## Интересные факты
- В 2009 году гимнастка была лицом фирмы LG на Чемпионате Европы по художественной гимнастике, проходившем в Баку;
- В 2010—2013 годах Зейнаб Джавадлы вела спортивный блог на спортивном портале azerisport.com;
- В 2014 году стала главной героиней рекламного ролика компании «Pasha Inshurance».